# KamAZ-43501
Der KamAZ-43501 (russisch КамАЗ-43501), auch als „Mustang“ (russisch Мустанг) bezeichnet, ist ein Lastwagen mit Allradantrieb aus der Produktion des KAMAZ-Werks in Nabereschnyje Tschelny. Der seit 2003 gebaute Pritschenwagen ist eine leichtere Version des KamAZ-4350 und wird auch militärisch genutzt.

## Fahrzeugbeschreibung

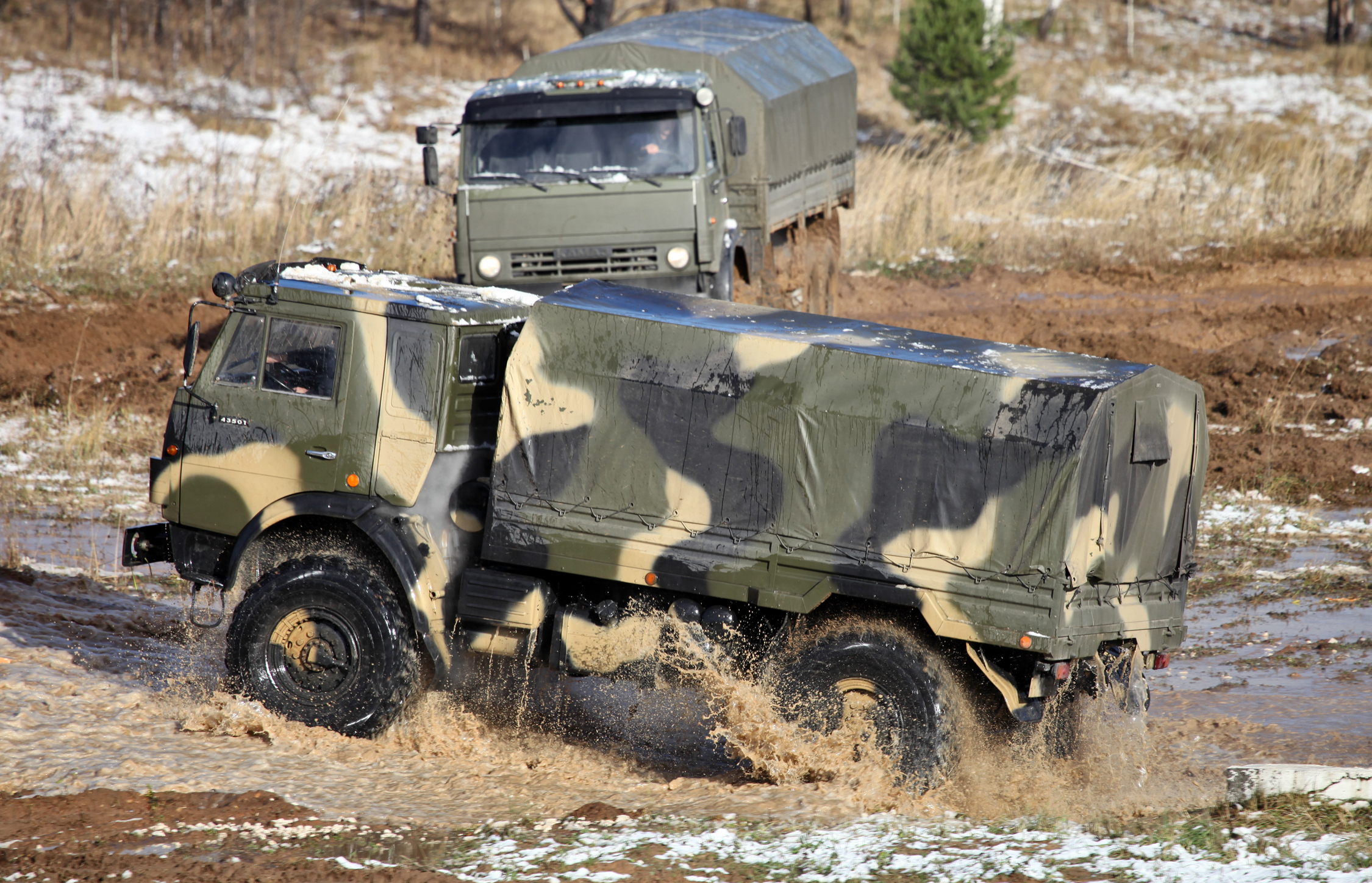
KamAZ-43501 im Gelände (2012)

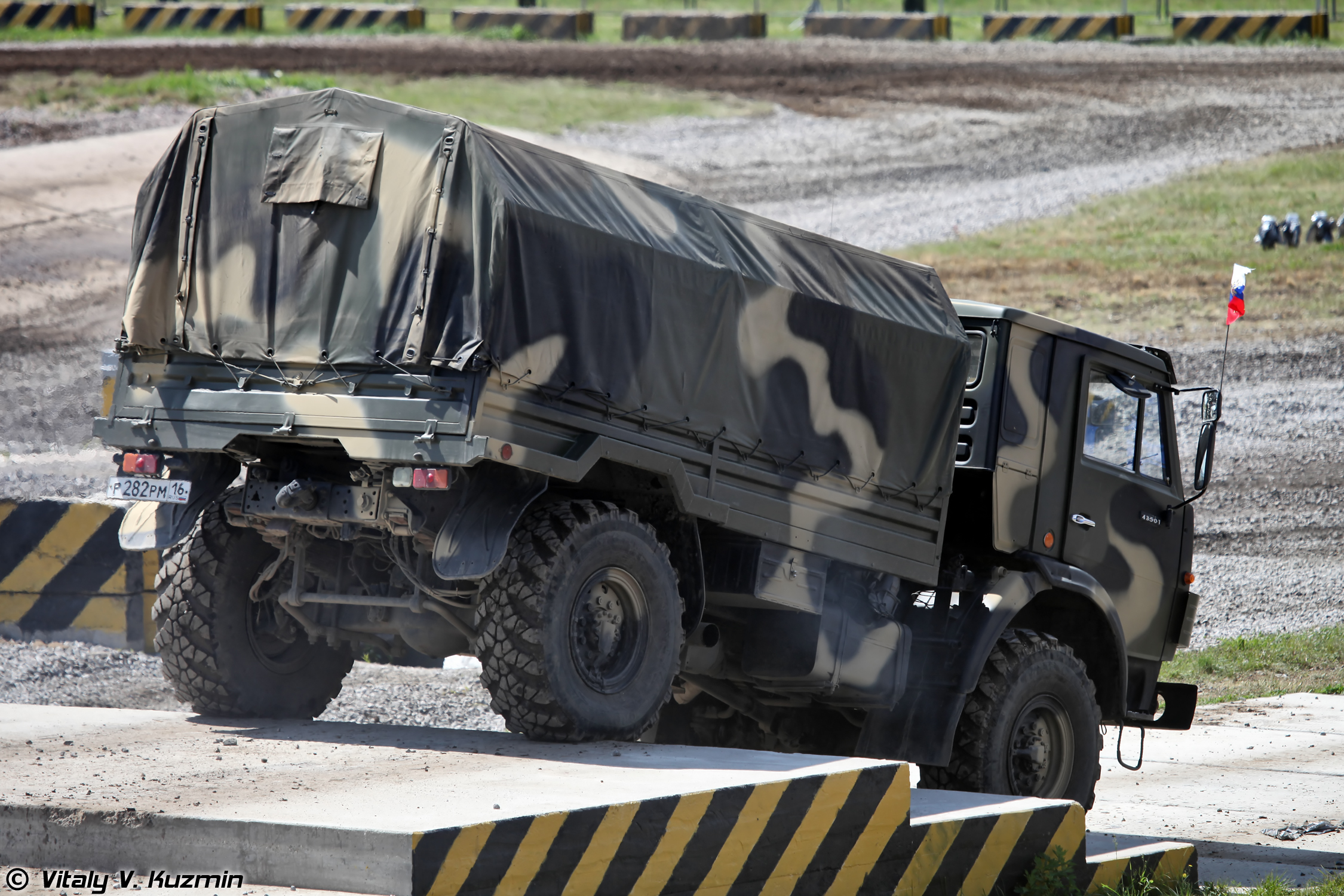
KamAZ-43501 beim Überwinden eines Treppenhindernisses (2012)

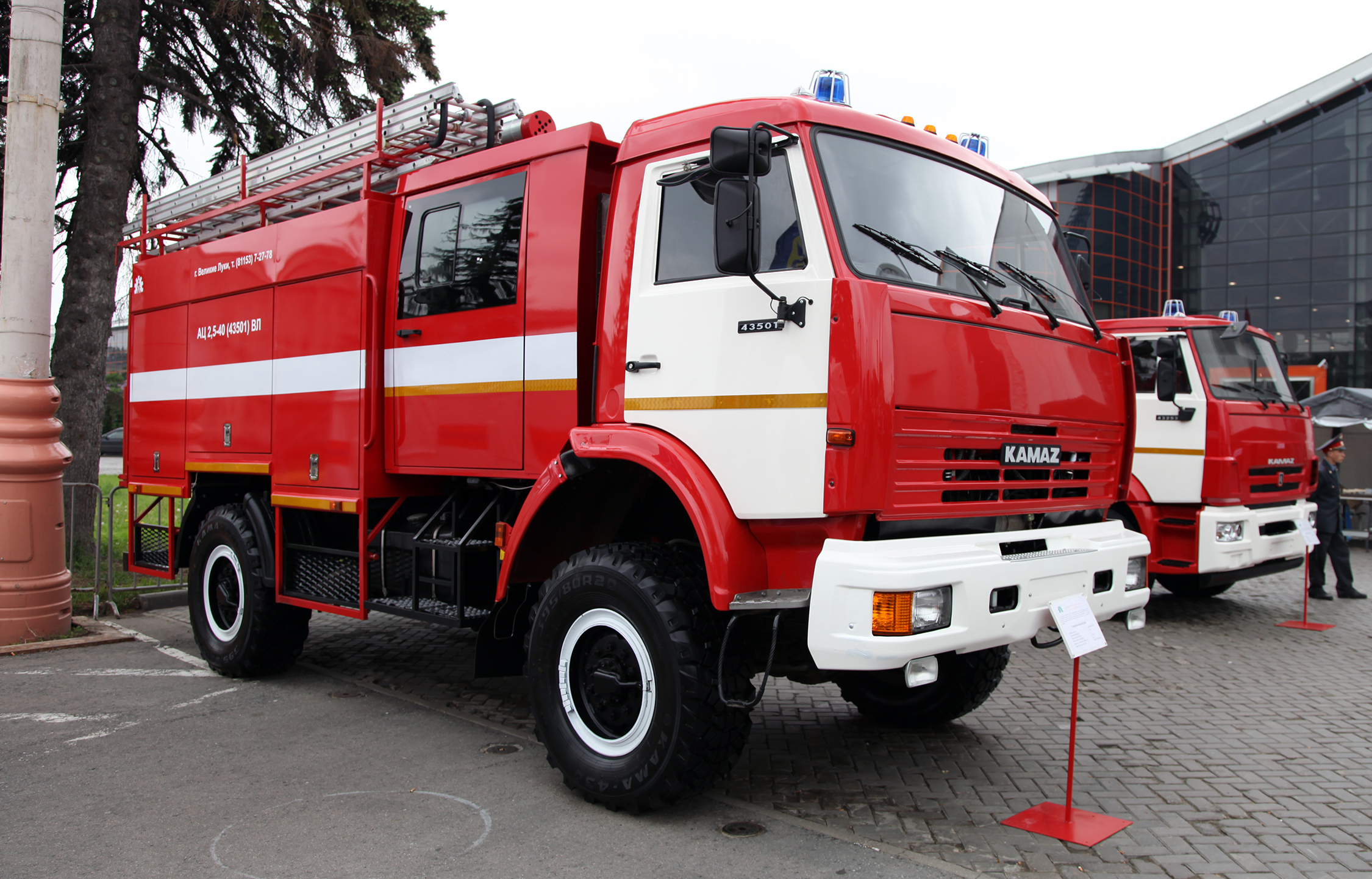
KamAZ-43501 als Basis für das Feuerlöschfahrzeug AZ-2,5-40WL (2013)

Genau wie beim KamAZ-4350 begann die Serienproduktion des Fahrzeugs im Jahr 2003. Hauptunterschied zwischen den beiden Lastwagen ist, dass der KamAZ-43501 wesentlich kompakter gebaut wurde und eine Tonne weniger zuladen darf. So wurde das Gesamte Fahrzeug um etwa 1,5 Meter gekürzt.
Die Konstruktion des KamAZ-43501 gleicht der der anderen Lastwagen aus der Baureihe. Motor und Getriebe stammen aus Eigenproduktion. Bei dem verbauten Dieselmotor handelt es sich um einen V8 mit knapp elf Litern Hubraum. Das Schaltgetriebe ist ein Standard-Fünfganggetriebe, wobei eine zweistufige Geländeuntersetzung nachgeschaltet wurde. Dadurch stehen effektiv zehn Gänge zur Verfügung.
Für die notwendige Geländegängigkeit sorgt der kräftige Motor, der permanente Allradantrieb, die Geländeuntersetzung sowie die ringsum verwendete Einzelbereifung. Außerdem ist das Fahrzeug in der Lage, Gewässer bis 1,65 Meter Tiefe zu durchfahren.
Ebenfalls seit 2003 wird eine Version mit etwas größerer Nutzlast angeboten, der KamAZ-4350. Bei den Russischen Streitkräften kommt der Lastwagen seit etwa 2007 zum Einsatz. Mit Stand März 2013 waren zirka 730 Einheiten im Bestand. Der Lastwagen übernimmt dort Aufgaben, die früher dem GAZ-66 zufielen oder solche, die die Kapazitäten eines GAZ-3308 übersteigen. Seit 2008 wird mit dem KamAZ-43502 ein Nachfolger für das Fahrzeug gebaut.

## Technische Daten
Die hier aufgeführten Daten gelten für Fahrzeuge vom Typ KamAZ-43501. Über die Bauzeit hinweg und aufgrund verschiedener Modifikationen an den Fahrzeugen können einzelne Werte leicht schwanken.
- Motor: Viertakt-V8-Dieselmotor
- Motortyp: KamAZ-740.11-240
- Leistung: 240 PS (176 kW)
- maximales Drehmoment: 834 Nm
- Hubraum: 10,85 l
- Bohrung: 120 mm
- Hub: 120 mm
- Abgasnorm: EURO 1
- Getriebe: manuelles Fünfgang-Schaltgetriebe
- Getriebetyp: KamAZ-142
- Verteilergetriebe: zweistufig
- Kupplung: Zweischeiben-Trockenkupplung
- Tankinhalt: 170 + 125 l
- Höchstgeschwindigkeit: 90 km/h
- Verbrauch: 26,5 l/100 km
- Reichweite: 1100 km
- Antriebsformel: 4×4

Abmessungen und Gewichte
- Länge: 6395 mm
- Breite: 2500 mm
- Höhe: 2870 mm
- Radstand: 3670 mm
- Wendekreis: 20 m
- Spurweite: vorne und hinten 2010 mm
- Abmessungen der Ladefläche (L × B × H): 3795 × 2420 × 500 mm
- Leergewicht: 7100 kg
- Zuladung: 3000 kg
- zulässiges Gesamtgewicht: 10.300 kg
- Anhängelast: 5000 kg
- zulässiges Gesamtgewicht des Zugs: 15.300 kg
- maximal befahrbare Steigung: 31°
- Wattiefe: 1650 mm
- überfahrbare Grabenweite: 550 mm